# Francesco Testi
Francesco Testi (Verona, 4 november 1978) is een Italiaans acteur. 

## Biografie
Testi begon zijn carrière als volleybalspeler in de Italiaanse Serie B. Door een blessure werd hij echter gedwongen om te stoppen met zijn carrière. Bij het grote publiek werd hij bekend toen hij in 2007 deelnam aan de zevende editie van de realityshow Big Brother. In 2010 maakte hij zijn debuut op het kleine scherm als acteur in de tv-serie Caterine el e sue figlie. Ook de volgende jaren dook hij geregeld in series op. In 2015 vervoegde hij de cast van de Spaanse tv-serie Velvet in het derde seizoen. Hij bleef tot het einde van het vierde seizoen. 